# リレ・ブルール・セーデルルンド
リレ・ブルール・セーデルルンド（Lille Bror Söderlundh、1912年5月21日 - 1957年8月23日）は、スウェーデンの作曲家・歌手。
クリスティーネハムン出身。1929年にストックホルムに出てヴァイオリンを学んだ。作曲家として『オーボエと弦楽のためのコンチェルティーノ』などのクラシック音楽作品を残したほか、映画音楽の分野でも活躍した。1940年にはカール・ゲルハルド脚本のレヴュー『悪名高きトロイの木馬』に音楽をつけ、ナチス・ドイツを風刺している。

## 文献
- Christina Mattsson,  Lille Bror Söderlundh. Tonsättare och viskompositör. Atlantis, 2000